# Olof Reef
Olof Reef, död 23 april 1710, var en svensk lantmätare, rådman, borgmästare och riksdagsman.
Reef deltog i riksdagarna 1680, 1682, 1689, 1693 och 1697. Han var borgmästare i Askersunds stad från 1683.